# Indeling van het graafschap Vlaanderen

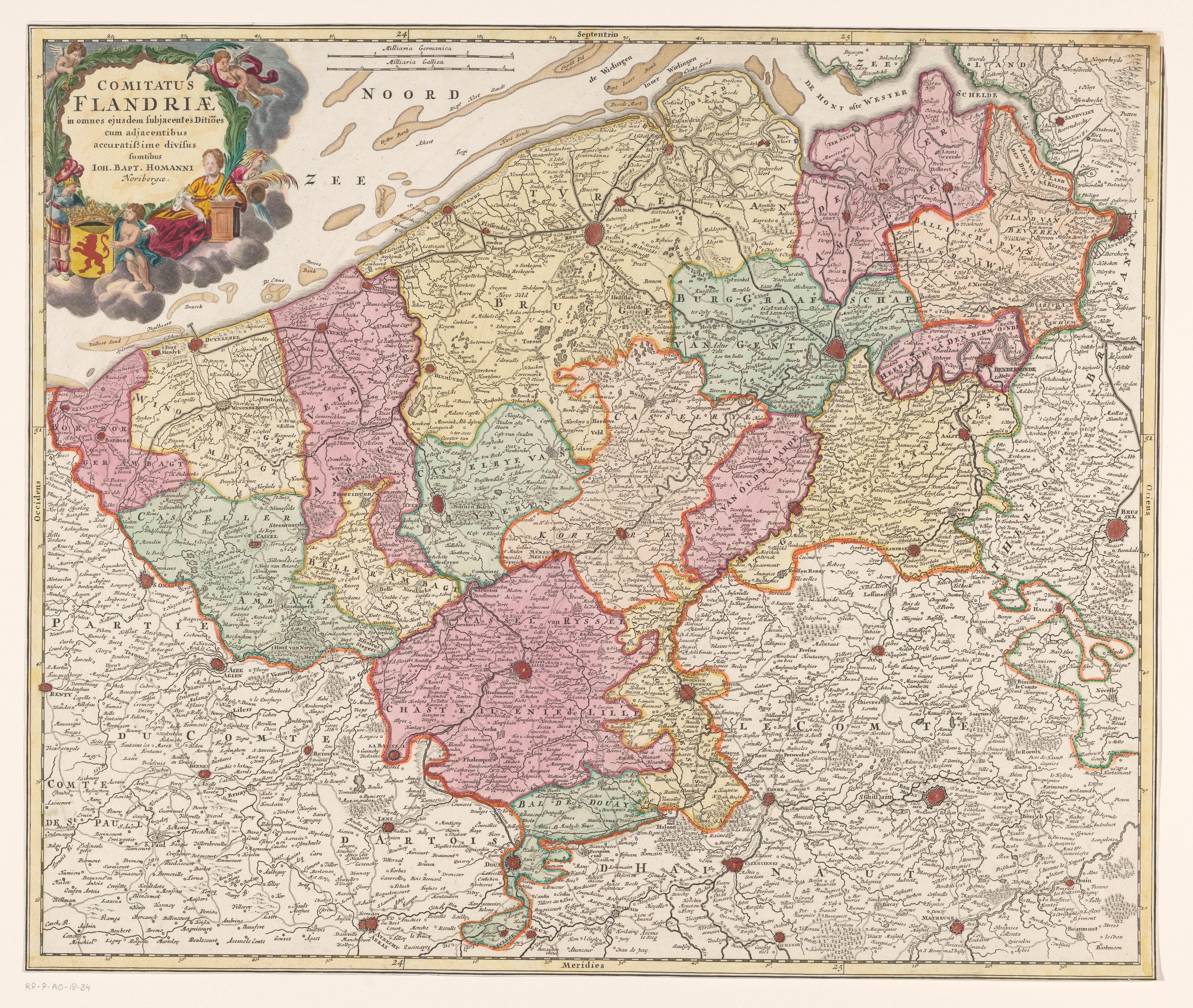
In de periode 1335–1659 bezaten de graven van Vlaanderen een 25-tal deelgebieden.

De indeling van het graafschap Vlaanderen omvatte diverse deelgebieden, die teruggingen op oudere bestuurseenheden. Elk deelgebied behield zijn eigenheid op vlak van inrichting, wetgeving, rechtspraak en belastingen. Het graafschap Vlaanderen was dan ook een personele unie van grafelijke domeinen, kasselrijen (ook "burggraafschappen" genoemd), baljuwschappen en heerlijkheden.
Daarnaast fungeerde de graaf ook een tijdlang als suzerein van enkele naburige graafschappen en heerlijkheden. Deze bezaten hun eigen lokale heersers, er was dus geen sprake van een personele unie. De suzereiniteit werd omstreeks 1200 afgestaan aan de koning van Frankrijk (zie de overdracht van Artesië).

## De grafelijke domeinen
1. De titel "graaf van Vlaanderen" was ontleend aan het vrijgraafschap rond Brugge ("het Brugse Vrije"). Dit graafschap was een voortzetting van de Vlaanderengouw. In de stadskern van Brugge bevond zich de Burg, de oorspronkelijke residentie van de graven. Aan het einde van de 11e eeuw werd de residentie verplaatst buiten de stad, naar het kasteel van Wijnendale. De graventitel hing af van de koning van West-Francië, het latere koninkrijk Frankrijk.
2. De twee andere gouwen die toebedeeld werden aan Boudewijn I van Vlaanderen (863) waren de Gentgouw en de Waasgouw. Bij het huwelijk van Liutgard van Vlaanderen gingen zij als bruidsschat over aan Wichman IV van Hamaland (± 955). Samen vormden ze het burggraafschap van Gent. De bevoegdheid van latere burggraven werd ernstig uitgehold toen de graaf een plaatselijke baljuw benoemde (1169), maar de titel bleef bestaan. Het burggraafschap kreeg de benaming "het oude burggraafschap" oftewel "de Oudburg". In 1241 kreeg het Waasland een eigen baljuw (zie 22).
3. In 1063 werd Boudewijn V van Vlaanderen door de keizer van het Heilige Roomse Rijk beleend met het markgraafschap Ename. Boudewijn en zijn opvolgers bezaten nu ook de grafelijke status tussen de Duitse leenmannen. Waar de burcht oorspronkelijk in Ename lag en gericht was tegen Vlaanderen, werd ze nu verplaatst naar Aalst als versterking tegen het hertogdom Brabant. De graaf gaf de burcht in leen aan een vazal, waardoor het markgraafschap tijdelijk bekend stond als "het burggraafschap Aalst". De laatste burggraaf stierf zonder erfgenamen, waardoor de titel terugviel aan graaf Diederik van de Elzas (1164). Vanaf dan staat het gebied bekend als "het graafschap Aalst" en "het Land van Aalst".

## De kasselrijen

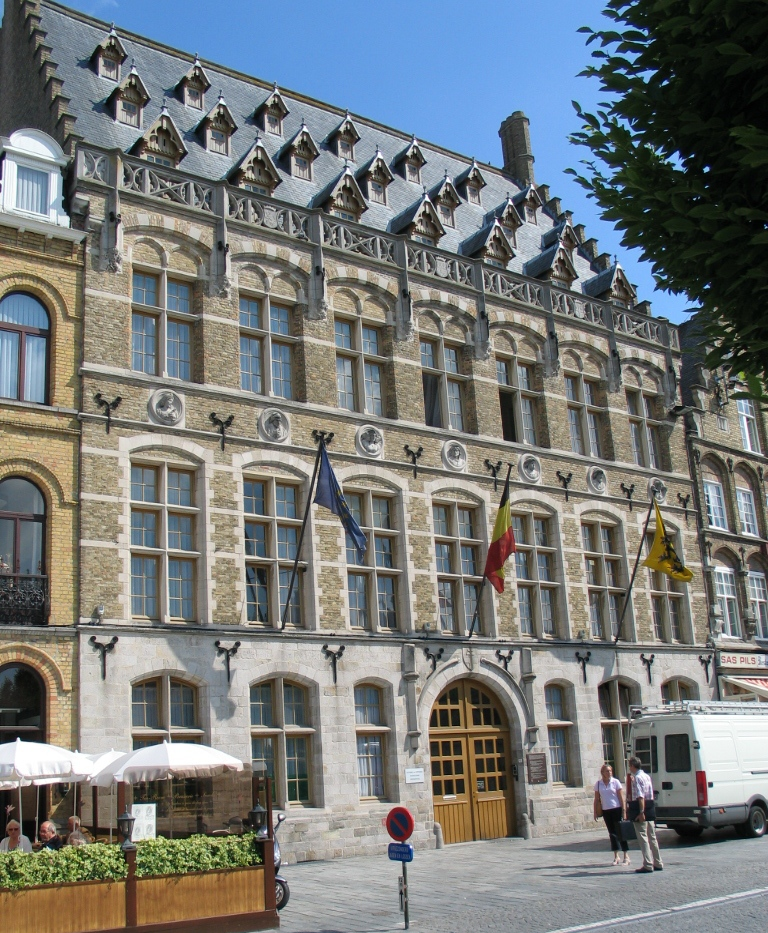
Het Kasselrijhof, de voormalige zetel van de kasselrij Ieper.

Ten tijde van het Frankische Rijk was er aan het koninklijke hof en aan de grafelijke hoven steeds een kanselier aanwezig, de rechterhand van de heerser aangezien hij verantwoordelijk was voor het opstellen en bewaren van oorkonden. Hieruit ontstond al snel de "kanselarij", een instelling die verantwoordelijk was voor de wetgeving en rechtspraak in een gouw. Het woord "kanselarij" evolueerde in Vlaanderen tot "kansel(a)rij" en "ka(n)selrij".
Bij de uitbreidingen van Boudewijn II van Vlaanderen en Arnulf I van Vlaanderen werden de plaatselijke kanselarijen in stand gehouden. De graventitels werden geaccumuleerd door de graaf van Vlaanderen, maar ter plaatse liet hij zich vertegenwoordigen door een burggraaf. In het Frans wordt "kasselrij" daarom vertaald als châtellenie, letterlijk "burggraafschap". Tegen 1300 waren alle burggraven echter reeds ontheven. In hun plaats benoemde de graaf een baljuw en een hoofdcollege aan het hoofd van elke kasselrij.
4. Aan weerszijden van de IJzer en de Ieperlee lag de pagus Isseretius oftewel kasselrij Ieper. Hiervan werden later twee gebieden afgescheiden (zie 12–13).
5. De kasselrij Kortrijk was de opvolger van de Kortrijkgouw. Aanvankelijk reikte hij tot aan de Schelde.
6. De kasselrij Oudenaarde werd omstreeks 1300 gecreëerd op de westelijke oever van de Schelde.
7. De kasselrij Doornik ontstond uit de Doornikgouw. In 931 werd hieraan Mortagne toegevoegd, uit de gouw Oosterbant. De kasselrij werd in 1383 omgevormd tot een baljuwschap (zie het Doornikse).
8. De kasselrij Rijsel was bevoegd over de samengevoegde gouwen Mélantois, Carembault en Pévèle (uitgezonderd Orchies).
9. In 943 veroverde Arnulf de stadjes Douai en Lécluse. Zij vormden de nieuwe kasselrij Douai, waartoe ook Orchies behoorde.
10-11. De meest zuidelijke kasselrijen, Arras en Oisy, hoorden slechts tot 1191 bij Vlaanderen (zie de overdracht van Artesië).

## De baljuwschappen
Boudewijn II van Vlaanderen voorzag verschillende havenstadjes van een burcht, als bescherming tegen de Vikingen. In latere eeuwen groeiden deze stadjes uit tot bestuurlijke centra, waarvan de baljuw op gelijke hoogte stond als de burggraaf van de kasselrij waartoe ze behoord hadden.
Afgescheiden van de kasselrij Ieper (zie 4):
12. Veurne-Ambacht
13. Bergen-Ambacht
Afkomstig uit de Mepsegouw:
14. Kassel-Ambacht
15. Belle-Ambacht
16. Broekburg-Ambacht
17. Sint-Omaars
In 1012 werd Boudewijn IV van Vlaanderen beleend met Zeeland Bewestenschelde. Filips van de Elzas schonk omstreeks 1180 stadsrechten aan vier plaatsen: de Vier Ambachten.
18. Boekhoute
19. Assenede
20. Axel
21. Hulst
De voormalige Waasgouw behoorde eeuwenlang tot de Oudburg (zie 2), maar in 1241 werden stadsrechten verleend aan Sint-Niklaas.
22. Het baljuwschap Waas

## De heerlijkheden

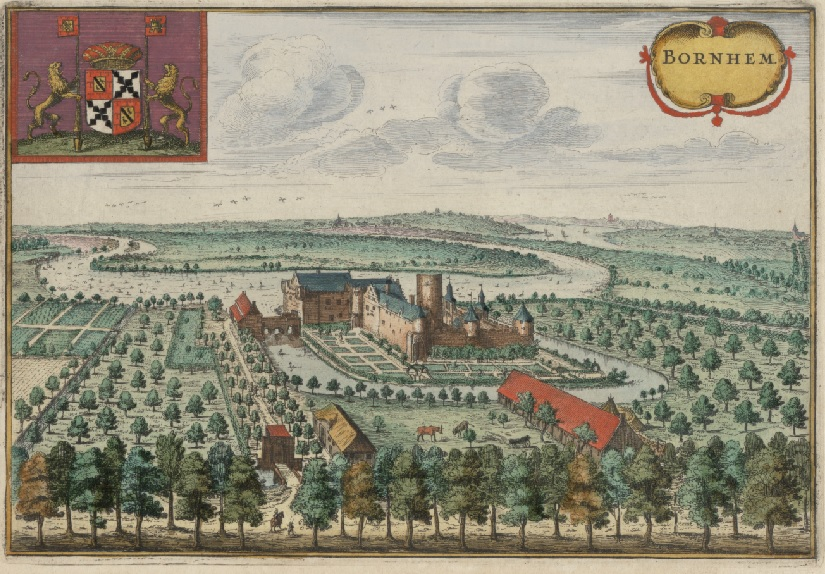
Het kasteel van Bornem zoals het eruitzag in 1641.

23. Het "Land van Bornem" behoorde oorspronkelijk toe aan de Luikse Kerk. De Rijksdag van 1057 kende het landje toe aan Boudewijn V.
24. Het Land van Dendermonde werd meegebracht als bruidsschat door Mathilde van Béthune, bij haar huwelijk met Gwijde van Dampierre (1246).
25. Rond het midden van de 12e eeuw werd de heerlijkheid Beveren losgemaakt uit het baljuwschap Waas, waardoor ze grotendeels omgeven werd. In 1335 verkocht de laatste heer het gebied aan Lodewijk van Crécy.
Ten noorden van Beveren stroomde een zij-arm van de Westerschelde. Door de aanslibbing, inpoldering en bewoning van de eilanden tussen beide waterlichamen, ontstonden drie nieuwe entiteiten:
26. Het Land van Ketenisse
27. Het Land van den Doel
28. Het Land van Saeftinghe